# Emily de Burgh Daly
Pour les articles homonymes, voir Daly.
Emily Lucy de Burgh Daly (7 août 1859 - 13 novembre 1935) est une infirmière, écrivaine et voyageuse irlandaise.

## Biographie
Emily de Burgh Daly est née Emily Lucy French le 7 août 1859 à la maison familiale à Clooneyquin, dans le comté de Roscommon. Elle est la quatrième fille des neuf enfants de Christopher French et Susan Emma French (née Percy). L'humoriste et auteur-compositeur Percy French est son frère. Elle est instruite en privé à la maison et les enfants fabriquent leurs propres représentations théâtrales et magazines,.
Daly quitte la maison en 1888 pour suivre une formation d'infirmière au Mildmay Hospital, Bethnal Green, à Londres. Après cela, elle se rend à Ningbo en Chine, donnant des soins infirmiers et prenant en charge un hôpital pour femmes. Au cours de ses 25 années en Chine, elle a tenté d'apprendre la langue sans jamais la maîtriser. Quand elle épouse Charles de Burgh Daly en octobre 1890, elle arrête son travail. Charles est le médecin du port pour Ningbo et le directeur du Church Missionary Society Hospital. Le couple a deux fils, Ulick et Arthur Charles, et une fille, Lucy. Arthur et Ulick servent tous les deux avec les Fusiliers Royaux de Dublin et Lucie avec le Voluntary Aid Detachment à Dublin pendant la Première Guerre mondiale.
La famille déménage à Newchwang dans le sud de la Mandchourie en 1893, où ils accueillent des réfugiés de la guerre sino-japonaise de 1894. Pendant ce temps, Daly voyage beaucoup à travers la Chine et est témoin de la course qui mène à la révolte des Boxers et à la guerre russo-japonaise. Elle fuit le pays avec ses enfants lors de ces deux conflits. Son mari est rappelé en Irlande en 1910, pour aider au traitement des personnes souffrant de la peste pneumonique.
En 1912, elle publie ses mémoires, An Irishwoman in China (Une Irlandaise en Chine), dans lesquelles elle décrit les coutumes et les gens de la Chine et le mode de vie des Européens qui y vivent. Elle édite deux recueils de son frère : Chronicles and poems of Percy French (1922) et Prose, poems and parodies of Percy French (1925). Elle meurt à Priory Lodge, Blackrock, dans le comté de Dublin, le 13 novembre 1935.